# Anna Dogonadzeová
Anna Dogonadzeová (gruzínsky ანა დოღონაძე, * 15. února 1973 Mccheta) je německá trampolínistka gruzínské národnosti. Do roku 1991 reprezentovala Sovětský svaz, pak Gruzii a v roce 1998 získala po sňatku s německým sportovcem Axelem Lilkendeyem německé občanství a stala se členkou klubu MTV Bad Kreuznach. Na Letních olympijských hrách 2000 vyhrála v soutěži skokanek na trampolíně kvalifikaci, ale finálové vystoupení pokazila a skončila na posledním osmém místě. Na olympiádě 2004 selhání napravila a získala zlatou medaili. Startovala také na olympiádě 2008 (8. místo) a olympiádě 2012 (10. místo), kde byla ve věku 39 let nejstarší ze všech gymnastek. Je trojnásobnou mistryní světa: v roce 1998 vyhrála synchronizované skoky spolu s Tinou Ludwigovou, v roce 2001 byla první v individuální soutěži a v roce 2011 získala zlato v synchronizovaných skocích s Jessicou Simonovou. Na Světových hrách získala v roce 1997 bronzovou medaili v individuálních skocích a v roce 2005 vyhrála s Jessicou Simonovou synchronizované skoky.